# Juegos

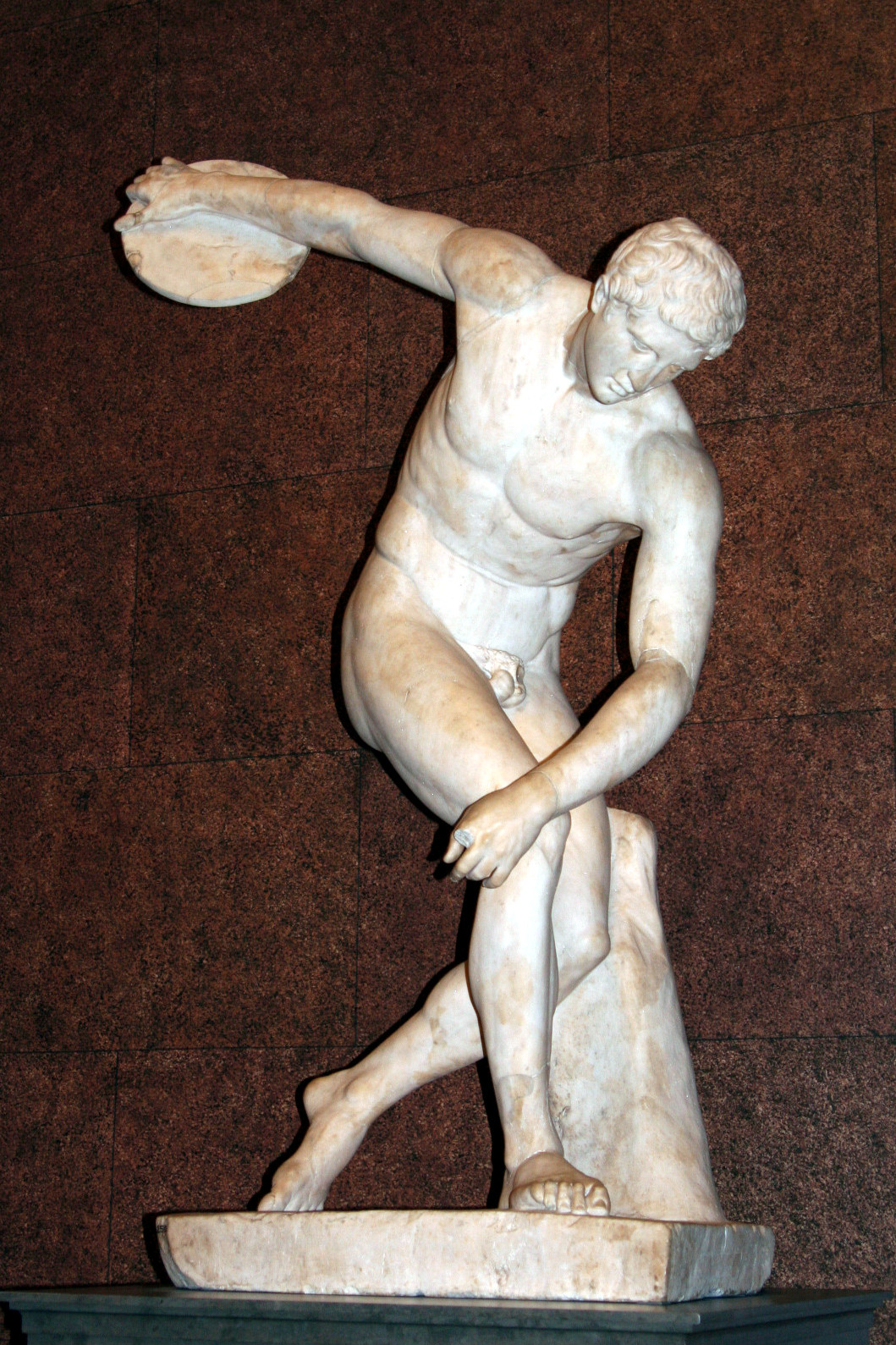
Discóbolo, representación de los antiguos Juegos Olímpicos

Se llaman juegos a los espectáculos públicos que tuvieron la mayor parte de los pueblos antiguos para divertirse o recrearse en ellos o bien para honrar a sus dioses.  
Los juegos de los griegos y de los romanos son los que nos son más conocidos. La religión consagró entre ellos esta clase de espectáculos, no había uno que no estuviera dedicado a una divinidad o bien a muchas a un mismo tiempo. Un decreto del senado romano lo mandaba expresamente. Se comenzaban siempre estas solemnidades por sacrificios y otras ceremonias religiosas y su institución tenía al menos por objeto aparente la religión o algún deber piadoso.
Los juegos públicos eran o gímnicos o escénicos. 
- Los juegos gímnicos comprendían todos los ejercicios del cuerpo, la carrera corriendo, a caballo, en carro; la lucha, el salto, el pugilato, etc. Estos juegos se ejecutaban en el gimnasio, en la palestra, en el circo, en el estadio, etc.
- Los juegos escénicos se representaban sobre el teatro o en la escena, que se toma por todo el teatro.

En todos los juegos había siempre jueces para decidir de la victoria y adjudicar los premios.

## Antigua Grecia

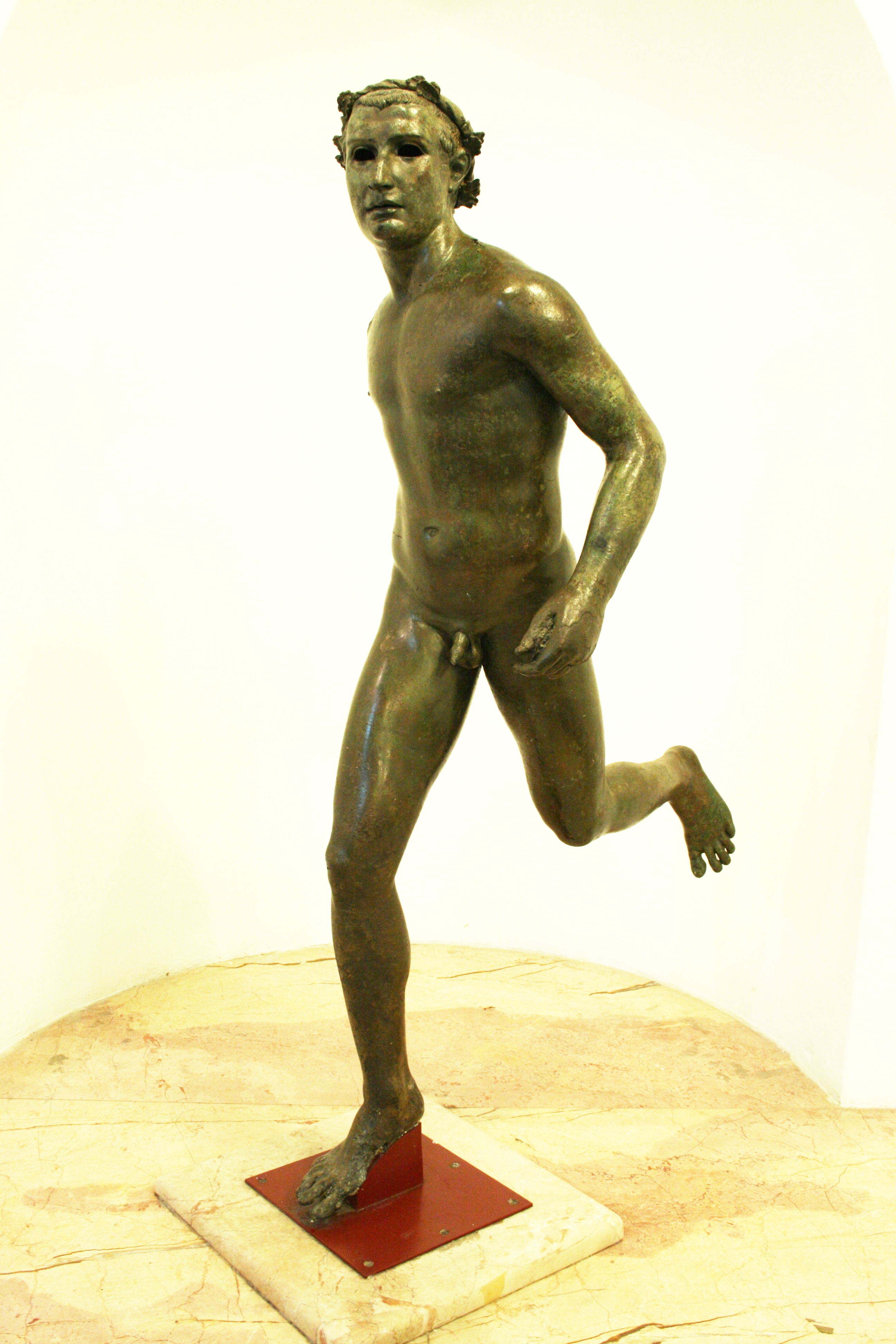
Representación de un ganador del juego de la jabalina.

Los griegos fueron sin duda de todos los pueblos los que más se dedicaron a los juegos públicos y recompensaban a los vencedores de modo más honorífico. Los atletas vencedores en los juegos olímpicos, pitios, ístmicos y nemeos eran vitoreados por toda Grecia reunida en ellos. Estaban en pie y con la corona en la cabeza y la palma en la mano en medio de aquellas innumerables asambleas. Al restituirse a su patria entraban en ella victoriosos y en un carro triunfal, por una brecha que al intento se alma en las murallas. Los pueblos por donde pasaban les tributaban honores magníficos y mientras vivían eran mantenidos a expensas del estado. Eran preferidos para todos los cargos públicos y en todas las asambleas ocupaban un lugar eminente y distinguido.
Los griegos se propusieron principalmente dos objetos con la celebración de los juegos, como vemos en una memoria leída en la Academia de las inscripciones: 
- Primero, procurar que la juventud adquiriera y conservara un humor y carácter marcial y mirara con gusto y afición los ejercicios militares adquiriendo al propio tiempo la fuerza y vigor necesarios, en tanto que Heródoto dice que los griegos que más se señalaron en las batallas de Maratón, de Salamina y de Platea fueron casi todos aquellos que habían ganado premios en los diferentes juegos de la Grecia.
- Segundo, unir entre sí los diversos pueblos y estados de que se componía la Grecia por medio de estas asambleas o reuniones periódicas.

Los juegos más antiguos y los más célebres entre los griegos eran en número de cuatro. En un principio, cada uno de estos juegos tenía un lugar especialmente dedicado para su celebración: 

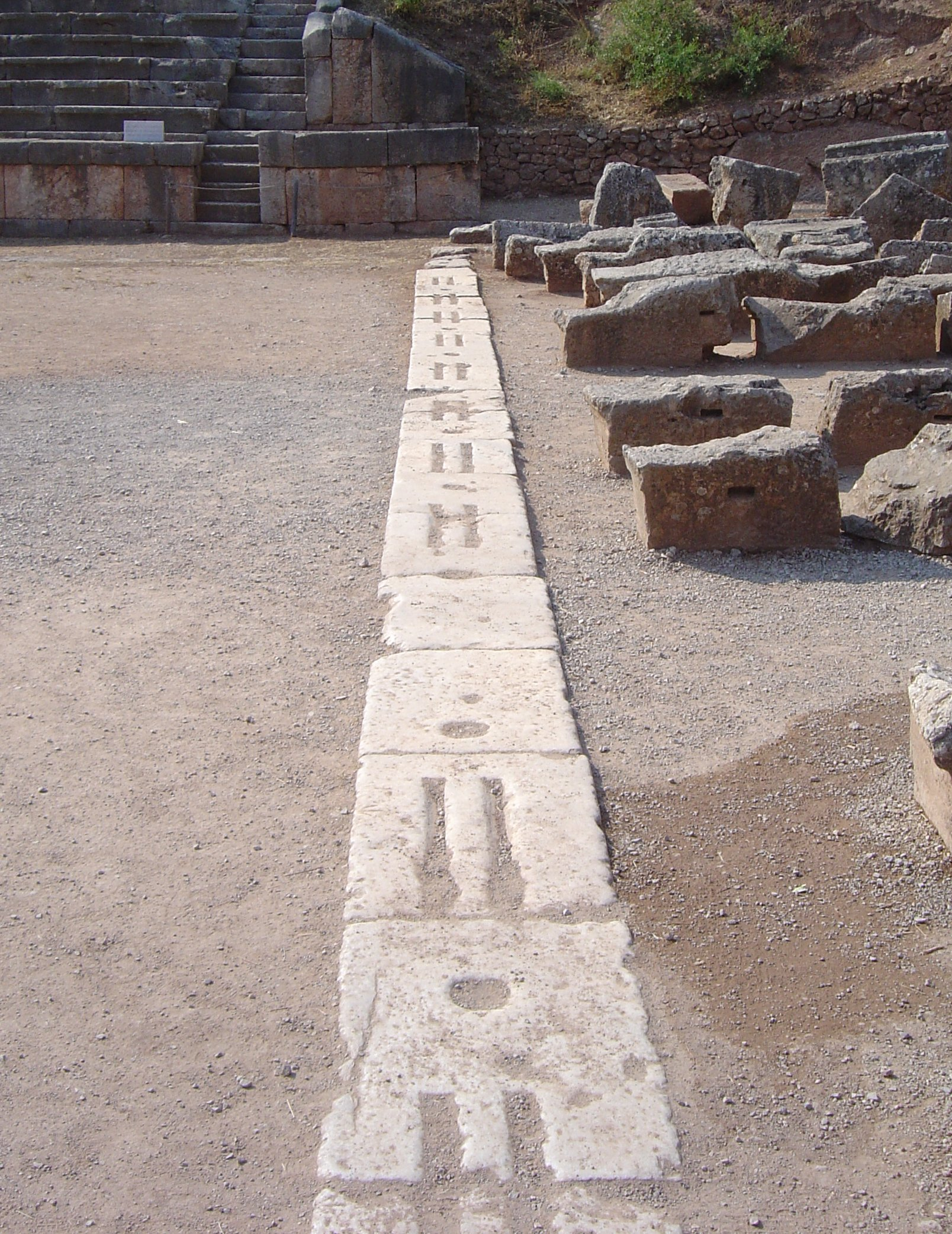
Línea de salida en el estadio de Delfos para los juegos Píticos

- Los Juegos Olímpicos consagrados a Júpiter. Se celebraban en Olimpia en la provincia Pisatis en la Elida
- Los Juegos Píticos dedicados a Apolo. Se celebraban cerca de Delfos
- Los Juegos Ístmicos celebrados en honor de Palemon en el istmo de Corinto
- Los Juegos Nemeos en memoria de Arquemoro. Se celebraban en un bosque inmediato a Cleonas, ciudad de la Argólida en los confines del territorio de Corinto.

### Juegos ístmicos
Los juegos ístmicos fueron instituidos por  Sísifo rey de Corinto, por los años 1326 antes de Jesucristo, en honor de Ino y de Melicertes, que fueron arrojados al mar por orden de Atamante y convertidos en dioses marinos bajo los nombres de Leucótea y de Palemón. En un principio se celebraban de noche: después fueron restablecidos por Teseo, quien los hizo celebrar de día en honor de Poseidón. El premio de los vencedores consistía en una corona de hojas de pino y después de hojas de apio seco. Estos juegos se celebraban cada tres años o cada cinco según otros, en el verano y en ellos se disputaban el premio en la lucha, en la corrida, en el salto, etc. Los romanos cuando el cónsul Mumio se hubo apoderado de Corinto siguieron celebrando estos juegos a los cuales dieron mayor lustre e introdujeron en ellos los ejercicios del pentatlon, la música, la poesía y la caza para la que reunían los animales más raros de todo el mundo conocido. Solón señaló a los vencedores en los juegos ístmicos además de la corona, una recompensa de 100 dracmas y los romanos añadieron los presentes más ricos. Los juegos ístmicos, llamados así porque se celebraban en el istmo de Corinto, fueron abolidos en el reinado de Adriano.

### Juegos gímnicos
Los griegos y romanos dieron el nombre de juegos gímnicos a aquellos en los que los atletas o campeones se presentaban enteramente desnudos de donde tomaron el nombre de gímnicos. Plinio supone que estos juegos se instituyeron por primera vez en Arcadia por Licon, de donde se introdujeron luego en los otros estados.
A los cuatro juegos mencionados olímpicos, pitios, nemeos e ístmicos se pueden añadir los juegos acciacos y los capitolinos celebrados los primeros en Nicópolis y los otros en Roma. Estos dos últimos fueron establecidos mucho más tarde que los precedentes pero mucho después adquirieron la misma celebridad.

## La Antigua Roma

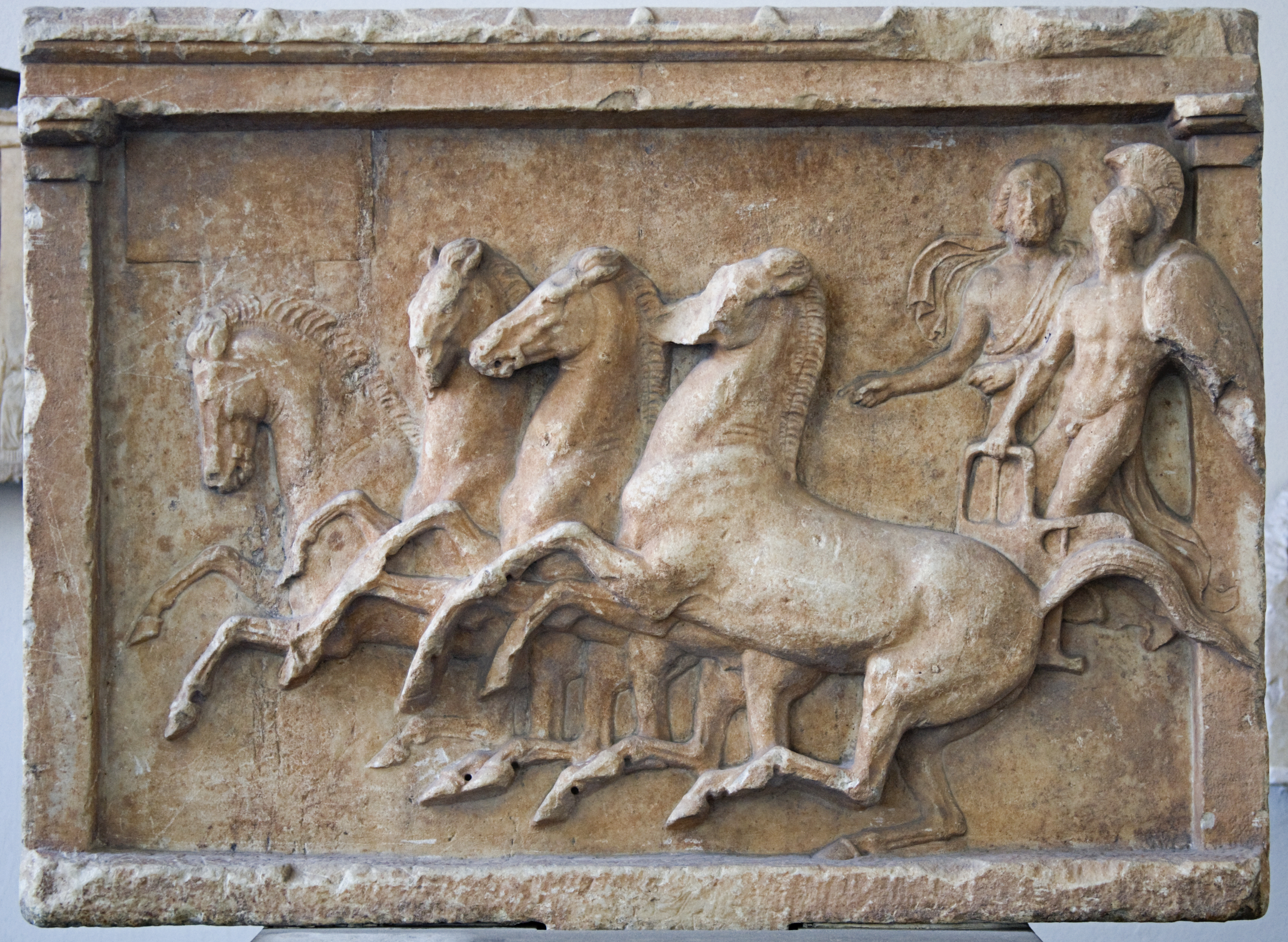
Carro de la victoria en unos juegos votivos

Los romanos tenían un gran número de juegos: 
- Periódicos. 
  - Los más solemnes eran aquellos que se llamaban por excelencia grandes juegos o juegos romanos. Se celebraban desde el 4 de septiembre hasta el 14 del mismo mes en honor de los grandes dioses. Los gastos que se hacían por ellos ascendían a veces a sumas inmensas. Los ediles recogían dinero de todas las provincias del Imperio para contribuir a su magnificencia y por este medio se abrían ellos el paso a los destinos más elevados.
  - Los otros juegos menos célebres entre los periódicos eran los seculares los cuales no se celebraban sino cada cien o cada ciento diez años para la conservación del estado.
- Extraordinarios. Se llamaban así aquellos que los magistrados hacían celebrar al tomar posesión o encargarse de sus destinos o los que disponían los emperadores antes de salir para la guerra.
- Votivos. Eran aquellos que se habían votado en honor de alguna divinidad o héroe durante alguna calamidad o después de haberse librado de ella.

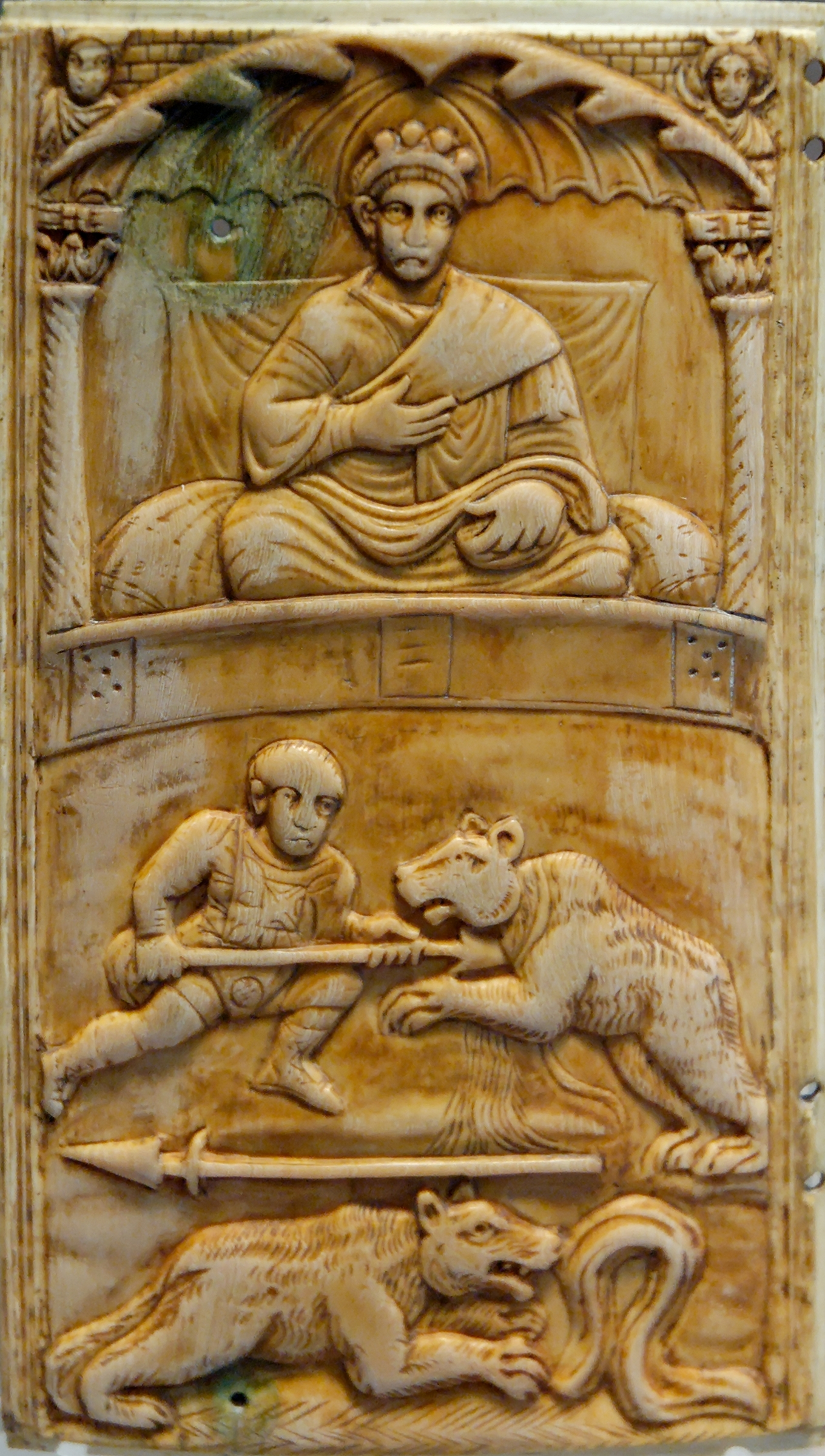
Detalle de un juego romano con oso luchando. Ca. 400 a. C.

Además de estos juegos había otra infinidad de particulares y menos célebres que tomaban el nombre de la provincia o ciudad en donde se celebraban, del que los había instituido o de los ejercicios que en ellos se hacían.
Los reyes fueron los que en los primeros años de Roma arreglaron y cuidaron de la celebración de los juegos, para después de su expulsión y cuando la República tuvo una forma regular, los cónsules y los pretores presidían los juegos del circo o circenses, los apolinares y los seculares. Los ediles plebeyos tuvieron la dirección de los plebeyos y el pretor o los ediles curules la de los juegos dedicados a Ceres, a Apolo, a Júpiter, a Cibeles y a los otros grandes dioses bajo el nombre de juegos megalecios.
Los juegos que llamaban fúnebres pertenecían entre los antiguos o hacían parte de los funerales y solían ser combates de gladiadores. Esta costumbre bárbara era muy antigua pero no fue siempre la misma. En un principio, degollaban los esclavos o cautivos delante o al pie de la pira o sobre la tumba de aquel a quien se deseaba honrar y en obsequio del cual se celebraban los juegos como unas víctimas expiatorias y para aplacar sus manes. Vemos en la Ilíada que Aquiles hizo celebrar unos juegos fúnebres en los funerales de Patroclo; Eneas hizo lo mismo en los de Palas hijo de Evandro y en honor de su padre Anquíses. César en los Comentarios de la guerra contra los galos refiere que estos observaban el mismo uso. Después con el tiempo se hicieron combatir las víctimas entre sí, con el objeto de que pudiesen defender y salvar algunos la vida. Esta costumbre pasó de los griegos a los romanos entre los cuales este juego cruel se llamó munus, es decir, un presente. El primero que introdujo a Roma este ejercicio bárbaro fue Décimo Junio Pera en obsequio de su padre o, según otros, Apio Claudio Cáudex y M. Furio durante su consulado.
Los magistrados y los particulares daban en ciertas ocasiones juegos fúnebres y algunas veces formaban parte o iban unidos a ciertas piezas teatrales. El emperador Claudio mandó que se celebraran estos juegos todos los años a expensas del estado en días fijos y que los ediles cuidaran de ellos pero poco tiempo después los abolió. A pesar de esto, fue siempre permitido a los particulares hacerlos celebrar con tal que justificasen tener o mil sestercios de renta, Teodorico rey de los godos fue el último que los abolió enteramente a fines del siglo V.

### Otros juegos
Además de estos juegos celebrados en los funerales de aquellos cuyos hombres se querían apaciguar, se hacían otros juegos o combates, que no terminaban con la muerte de uno de los concurrentes. 
El pueblo asistía a ellos con vestidos de luto y su representación era seguida de un gran banquete en el cual los convidados se presentaban con trajes blancos.

## Edad Media
Después de la caída del Imperio y en la Edad Media reemplazaron aquellos juegos otros que se resentían también de aquella edad, en los cuales los caballeros y paladines se adiestraban en los varios ejercicios de la guerra, representando diferentes simulacros de ella. En ellos era donde hacían ostentación de su fuerza, de su agilidad y de su ingenio y en los que daban pruebas de amor y cortesía a sus damas, que solían ser algunas veces los jueces de aquellas lides.